# 山口県済生会豊浦病院
山口県済生会豊浦病院（やまぐちけんさいせいかいとようらびょういん）は、山口県下関市豊浦町にある、恩賜財団済生会の支部である山口県済生会が運営する病院である。
長らく国立療養所および国立病院（国立山口療養所→国立山口病院）として運営され、2000年7月から2016年3月までは公立病院（豊浦町立病院→下関市立豊浦病院）となっていたが、公立病院当時から地方公営企業や地方独立行政法人による運営ではなく、豊浦町及び下関市が山口県済生会に運営を委託する「公設民営」の運営形態を取っていた（このため「下関市立済生会豊浦病院」という表現も用いられることがあった）。
隣接地に特別支援学校（山口県立豊浦総合支援学校）がある。

## 沿革
- 1939年（昭和14年）2月11日 - 当時の豊浦郡小串村に、山口県立小串結核療養所（後の小串清風荘）設立[1]。
- 1943年（昭和18年）4月1日 - 小串清風荘を日本医療団に移管し、日本医療団小串清風荘に改組[1]。
- 1944年（昭和19年）6月1日 - 広島陸軍第一病院小串転地療養所設立[1]。
- 1945年（昭和20年）10月1日 - 広島陸軍第一病院小串転地療養所が山口陸軍病院小串分院に所管換えとなる[1]。
- 1945年（昭和20年）12月1日 - 山口陸軍病院小串分院を厚生省に移管し、国立山口病院に改組[1]。
- 1947年（昭和22年）4月1日 - 小串清風荘を厚生省に移管し、国立療養所小串清風荘に改組[1]。
- 1967年（昭和42年）4月1日 - 小串清風荘と（旧）国立山口病院を統合、国立療養所山口療養所に改組[1]。
- 1981年（昭和56年）4月1日 - 国立療養所山口療養所を国立病院に転換し国立山口病院に改称[1]。
- 2000年（平成12年）7月1日 - 国立病院の再編成計画に基づき、国立病院としては国立下関病院（現・国立病院機構関門医療センター）に統合[1]。病院機能については  「国立病院等の再編成に伴う特別措置に関する法律（昭和62年10月17日法律第106号）第2条の3の規定に基づき」（地域医療を存続させるために豊浦郡豊浦町に経営移譲[2]。豊浦町は管理運営を山口県済生会に委託し、山口県済生会豊浦町立病院として開設。（2002年12月20日、国立病院等の再編成に伴う特別措置に関する法律は廃止され、独立行政法人国立病院機構法に変更されている[3]。）
- 2005年（平成17年）2月13日 - 市町村合併に伴い名称を下関市立豊浦病院に改称。山口県済生会への委託は継続。
- 2006年（平成18年）2月 - 山口県済生会が下関市の指定管理者指定を受ける。日本医療機能評価機構Ver.4.0の認定を受ける。
- 2011年（平成23年）2月 - 日本医療機能評価機構Ver.6.0の認定を受ける。
- 2016年（平成28年）4月 - 下関市から済生会に譲渡され、社会福祉法人恩賜財団 済生会支部 山口県済生会豊浦病院となる。

## 設置診療科
- 内科
- 神経内科
- 心療内科
- 小児科
- 外科
- 整形外科
- 脳神経外科
- 泌尿器科
- 産婦人科
- 皮膚科
- 眼科
- 耳鼻咽喉科
- 放射線科
- 療養内科
- 緩和ケア科
- 麻酔科

## 医療機関の指定・認定
（下表の出典）
| 保険医療機関                                   | 労災保険指定医療機関                 |
| 指定自立支援医療機関（更生医療）               | 指定自立支援医療機関（精神通院医療） |
| 身体障害者福祉法指定医の配置されている医療機関 | 生活保護法指定医療機関               |
| 特定疾患治療研究事業委託医療機関               | 結核指定医療機関                     |
| 無料低額診療事業実施医療機関                   | 原子爆弾被害者医療指定医療機関       |
| 母体保護法指定医の配置されている医療機関       |                                      |

- 救急告示病院[5]
- このほか、各種法令による指定・認定病院であるとともに、各学会の認定施設でもある。